# Az Amerikai Egyesült Államok irodalma
Ez a szócikk az Amerikai Egyesült Államok (USA) szépirodalmáról szól.

### A gyarmati kor irodalma

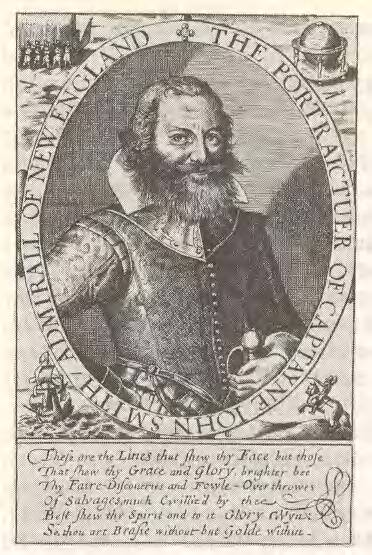
John Smith (1580–1631), az első amerikai angol történetíró

#### Az amerikai stílus kialakulása

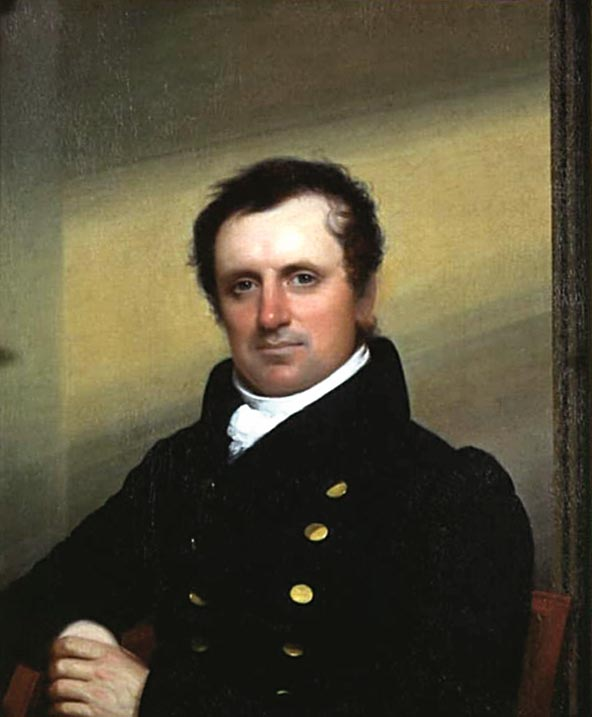
James Fenimore Cooper portréja, melyet John Wesley Jarvis készített 1822-ben

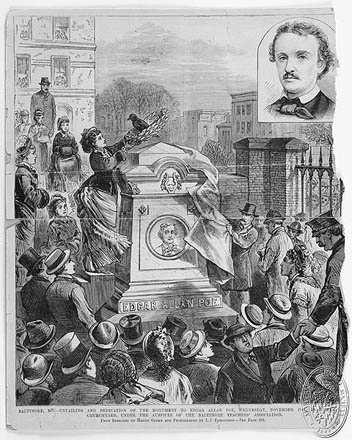
Edgar Allan Poe ünnepélyes újratemetése 1875-ben

#### 19. századi líra

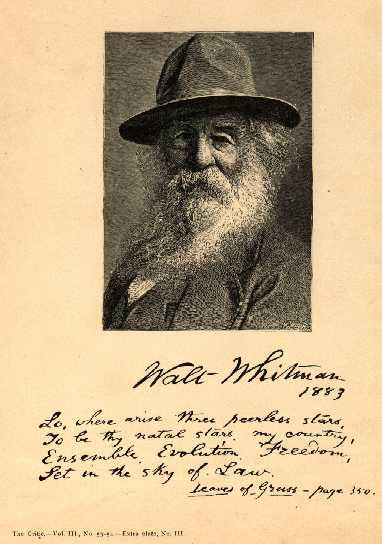
Walt Whitman arcképe, a Fűszálak, a világirodalom első szabadverse kezdősoraival (1855)

### A 20. század első fele

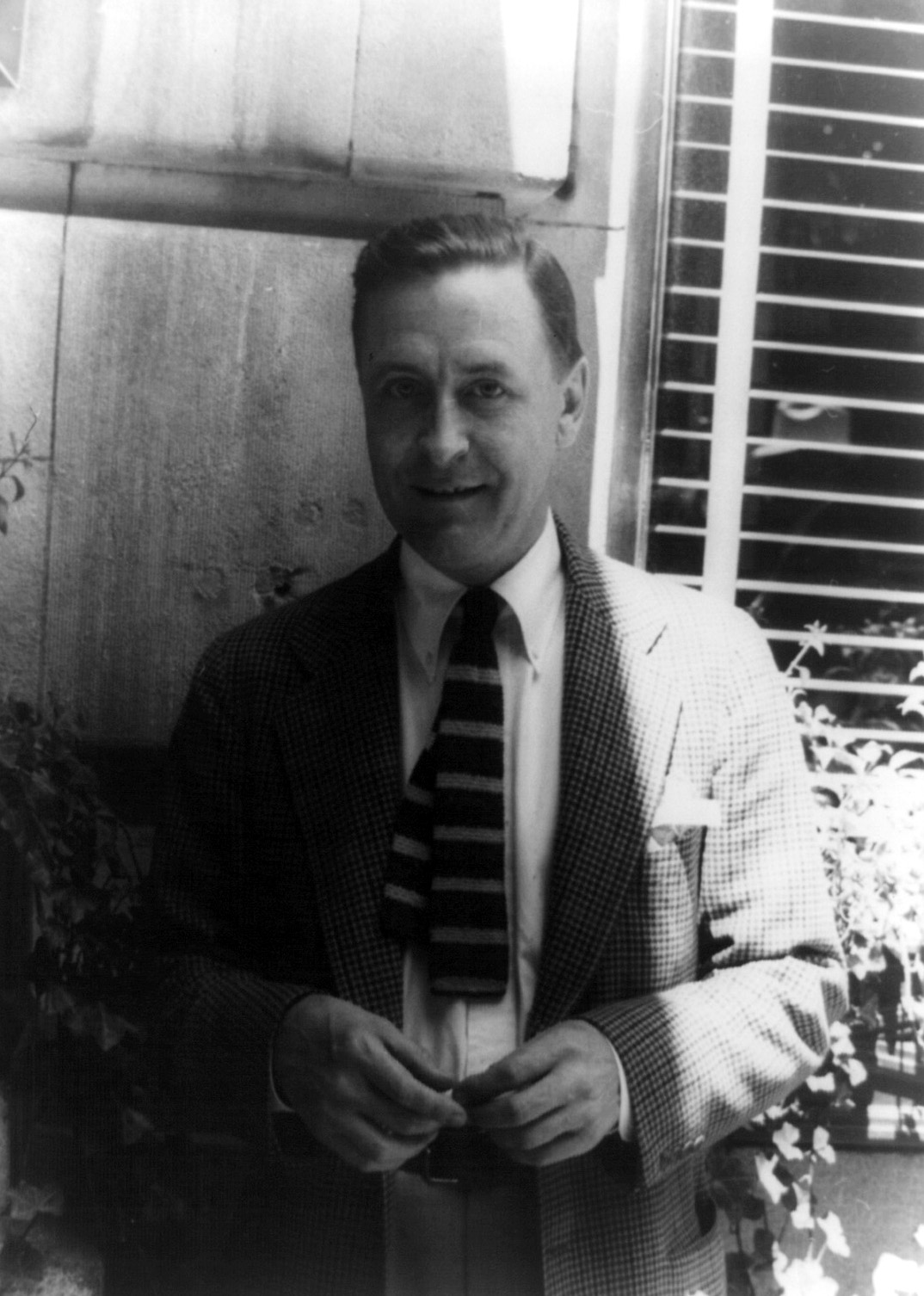
F. Scott Fitzgerald

### A 20. század második fele

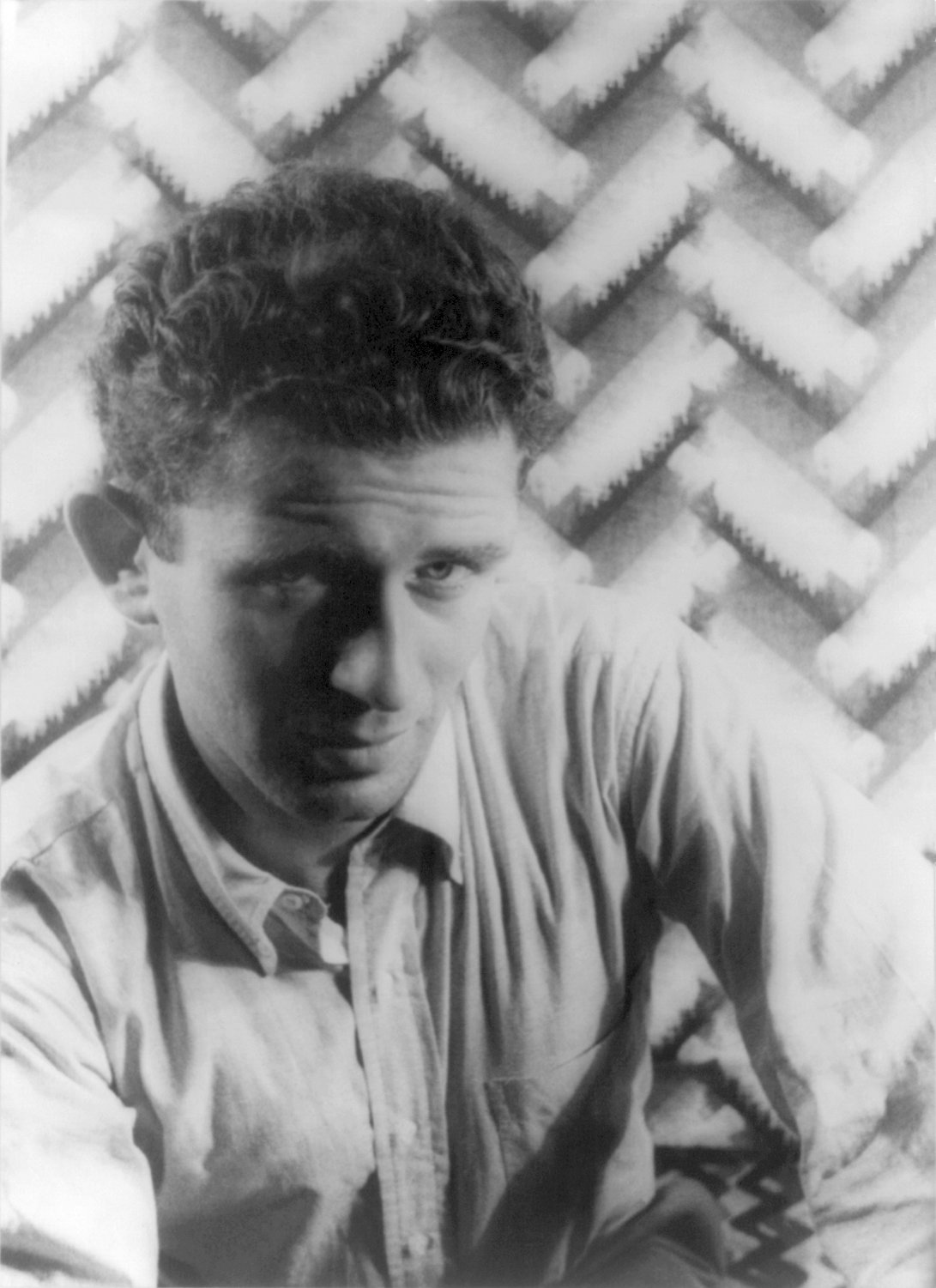
Norman Mailer